# Livingston (Texas)
Livingston ist die Bezirkshauptstadt und Sitz der Countyverwaltung (County Seat) des Polk County im US-Bundesstaat Texas in den Vereinigten Staaten. Das U.S. Census Bureau hat bei der Volkszählung 2020 eine Einwohnerzahl von 5.640 ermittelt.

## Geographie
Die Stadt liegt an der Kreuzung der U.S. Highways 190 und 59 mit dem Highway 146 und der Farm Road 1316 im Osten von Texas, 26 km nordöstlich von San Jacinto, 115 km nordnordöstlich von Houston und hat eine Gesamtfläche von 21,7 km2 ohne nennenswerte Wasserfläche.

## Demografische Daten
Nach der Volkszählung im Jahr 2000 lebten hier 5.433 Menschen in 2.048 Haushalten und 1.341 Familien. Die Bevölkerungsdichte betrug 250,9 Einwohner pro km2. Ethnisch betrachtet setzte sich die Bevölkerung zusammen aus 70,38 % weißer Bevölkerung, 18,50 % Afroamerikanern, 0,64 % amerikanischen Ureinwohnern, 0,83 % Asiaten, 0,00 % Bewohnern aus dem pazifischen Inselraum und 8,08 % aus anderen ethnischen Gruppen. Etwa 1,56 % waren gemischter Abstammung und 13,90 % der Bevölkerung waren spanischer oder lateinamerikanischer Abstammung.
Von den 2.048 Haushalten hatten 34,4 % Kinder unter 18 Jahre, die im Haushalt lebten. 45,4 % davon waren verheiratete, zusammenlebende Paare. 16,4 % waren allein erziehende Mütter und 34,5 % waren keine Familien. 30,9 % aller Haushalte waren Singlehaushalte und in 15,7 % lebten Menschen, die 65 Jahre oder älter waren. Die Durchschnittshaushaltsgröße betrug 2,50 und die durchschnittliche Größe einer Familie belief sich auf 3,13 Personen.
27,7 % der Bevölkerung waren unter 18 Jahre alt, 9,1 % von 18 bis 24, 26,5 % von 25 bis 44, 19,7 % von 45 bis 64, und 17,1 % die 65 Jahre oder älter waren. Das Durchschnittsalter war 35 Jahre. Auf 100 weibliche Personen aller Altersgruppen kamen 85,0 männliche Personen. Auf 100 Frauen im Alter von 18 Jahren und darüber kamen 79,2 Männer.

Das jährliche Durchschnittseinkommen eines Haushalts betrug 31.424 USD, das Durchschnittseinkommen einer Familie 37.868 USD. Männer hatten ein Durchschnittseinkommen von 30.318 USD gegenüber den Frauen mit 21.774 USD. Das Prokopfeinkommen betrug 17.214 USD. 22,3 % der Bevölkerung und 18,2 % der Familien lebten unterhalb der Armutsgrenze. Davon waren 27,7 % Kinder und Jugendliche unter 18 Jahren und 17,4 % waren 65 oder älter.

## Söhne und Töchter der Stadt
- Annette Gordon-Reed (* 1958), Historikerin und Rechtswissenschaftlerin